# Nocturno (música)

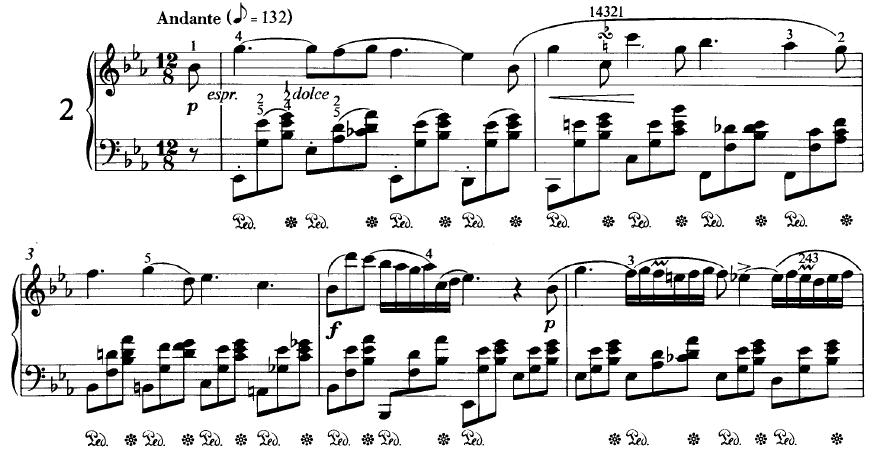
Primeros compases del Nocturno Op. 9 n.° 2

Un nocturno es una pieza musical, vocal o instrumental, de melodía dulce y estructura libre.

## Historia
La denominación "nocturno" se le daba, en una primera instancia, en el siglo XVIII, a una pieza tocada a momentos, generalmente en fiestas de noche y después dejadas a un lado. Algunas veces llevaba consigo el equivalente italiano, notturno, con trabajos como el Notturno en D para cuatro orchestras, K.286, y la Serenata Notturna, K. 239, de Mozart. En aquella época, estas piezas no eran necesariamente inspiradas o evocadoras de la noche, sino que habían sido escritas para que se tocaran de noche, como sucede con las serenatas. Las obras más importantes de este género en el siglo XVIII son los ocho nocturnos de Haydn para dos liras organizadas (el ornitorrinco de los instrumentos musicales), dos clarinetes, dos violas, violonchelo, contrabajo y dos trompas. Este instrumento es una especie de zanfona unida a un pequeño órgano, tocados ambos con un teclado de madera y que funcionan con una manivela que mueve una rueda que frota las cuerdas y que a la vez acciona un fuelle que da aire a los tubos del mini-órgano. Además tiene cuerdas que suenan por simpatía y bordones con notas fijas. Haydn compuso además seis conciertos para este exótico instrumento (uno de ellos que estaba desaparecido ha sido encontrado en una versión para dos clarinetes y orquesta).

## Descripción
Los nocturnos son vistos generalmente como piezas tranquilas, seguidamente expresivas y líricas, y ciertas veces un tanto oscuras. En su forma más común (vale decir, como una pieza de un solo movimiento generalmente escrita para un solo de piano), el género fue cultivado principalmente en el siglo XIX. Los primeros nocturnos escritos con ese nombre fueron compuestos por John Field, generalmente visto como el padre del nocturno romántico, que tiene una característica melodía cantabile con un acompañamiento arpegiado, incluso muy similar al de una guitarra. Sin embargo, el más famoso exponente de esta música fue Frédéric Chopin, que escribió 21 de ese tipo. Entre los compositores posteriores que escribieron nocturnos para el piano se encuentran Gabriel Fauré, Aleksandr Skriabin y Erik Satie. Una de las piezas más famosas de música de salón del siglo XIX fue el Quinto Nocturno de Ignace Leybach, quien está en el olvido.

## Ejemplos
Ejemplos de nocturnos incluyen el nocturno para orquesta de la música de Felix Mendelssohn para Sueño de una noche de verano (1848), el seguido de tres nocturnos para orquesta y coro femenino de Claude Debussy (que también compuso uno para piano) y el primer movimiento del Concierto para Violín Número 1 (1948) de Dmitri Shostakóvich. El compositor francés Erik Satie compuso una serie de cinco pequeños nocturnos. Estos eran, sin embargo, bastante diferentes a los de Frédéric Chopin y John Field, basados en acordes menores.
El primer movimiento de la Sonata de Claro de Luna de Beethoven, ha sido también considerado un nocturno (justamente, Ludwig Rellstab, que le dio el nombre a la pieza, lo veía como un evocativo de la noche), a pesar de que Beethoven no lo describiera como tal. El segundo nocturno para orquesta de Debussy, Fêtes, por ejemplo, es muy activo.

## En otras artes
La palabra fue usada posteriormente por James McNeill Whistler como título de algunas pinturas suyas, relacionadas con su teoría, que establecía que el arte debería ser esencialmente relacionado con el hermoso arreglo de los colores en armonía. Los nocturnos de Debussy fueron inspirados por las pinturas de Whistler. Poco después, varios pintores imitaron lo de nombrar así sus piezas.